# Davide Ghirlandaio

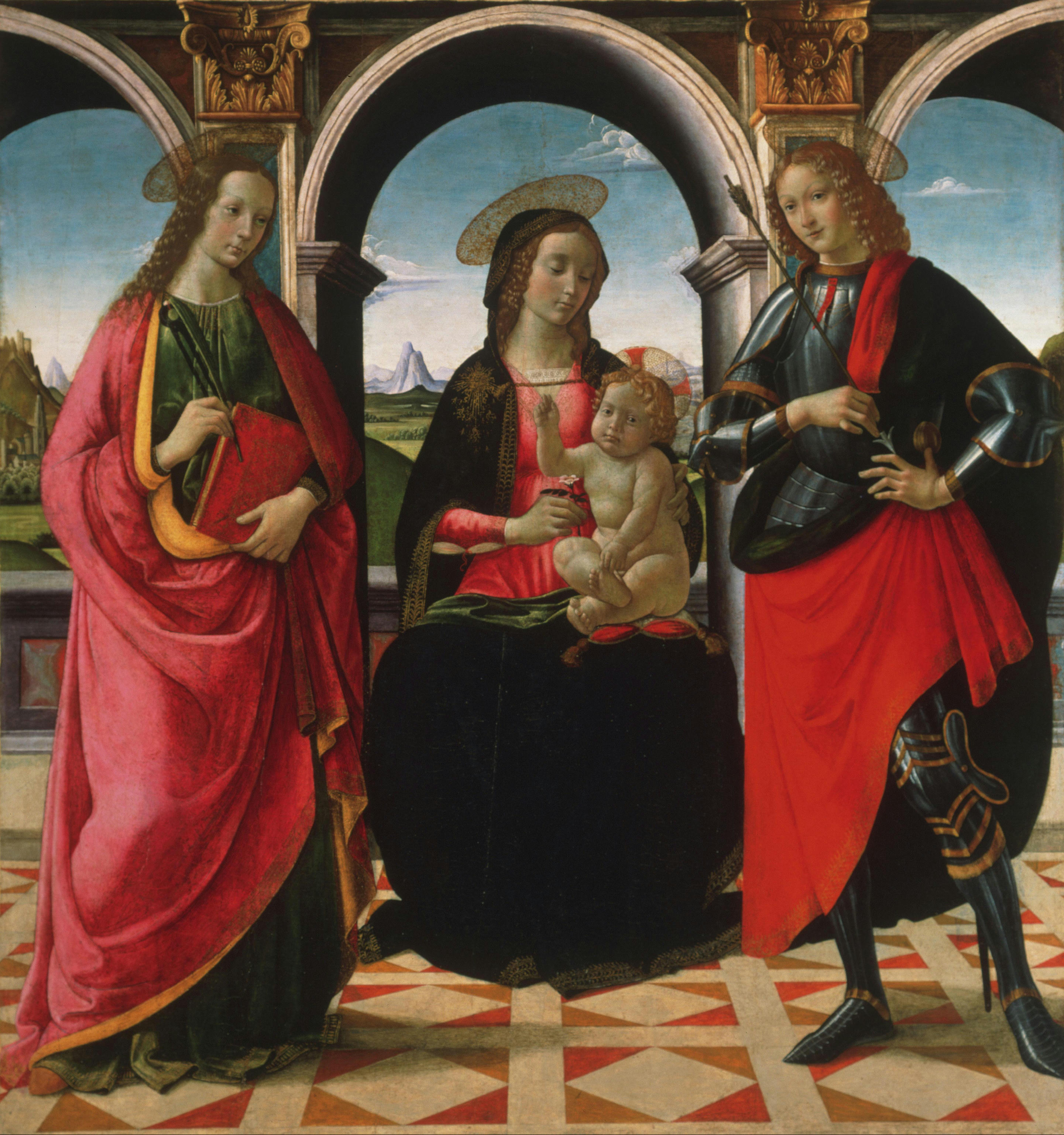
A Virgem e Menino com Santos

Davide Ghirlandaio (* 14 de Março de 1452 † 11 de Abril de 1525), também conhecido como David Ghirlandaio ou as Davide Bigordi, foi um pintor e criador de mosaicos italiano que trabalhava em Florença no Renascimento.   
Seus irmãos, Benedetto Ghirlandaio (1458-1497) e Domenico Ghirlandaio (1449-1494), foram também pintores, bem como seu sobrinho, Ridolfo Ghirlandaio (1483-1561).
Davide foi ajudante e depois sócio de seu irmão Domenico.  Depois de sua morte, Davide gerenciou seu estúdio e treinou o filho de Domenico, Ridolfo. 